# Rhagastis castor
Rhagastis castor là một loài bướm đêm thuộc họ Sphingidae.

## phân phối
Nó được tìm thấy ở Nepal, đông bắc Ấn Độ, Thái Lan, miền nam Trung Quốc và Việt Nam, Sumatra, Java và Đài Loan.

## sự miêu tả
Sải cánh dài 53–84 mm. Nó giống với Rhagastis acuta và Rhagastis velata nhưng cánh trước và cánh sau lớn hơn.

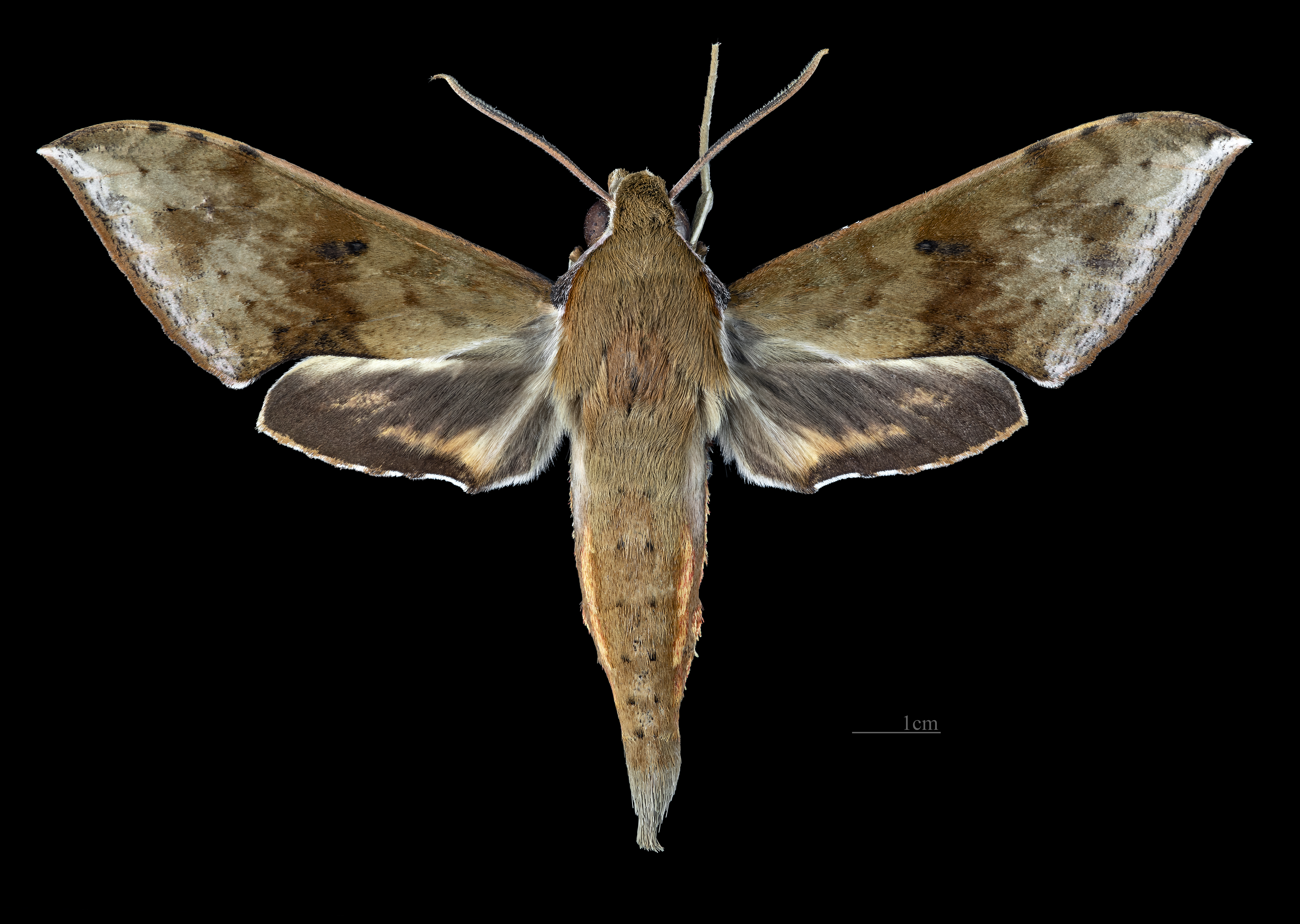
Rhagastis castor castor ♂
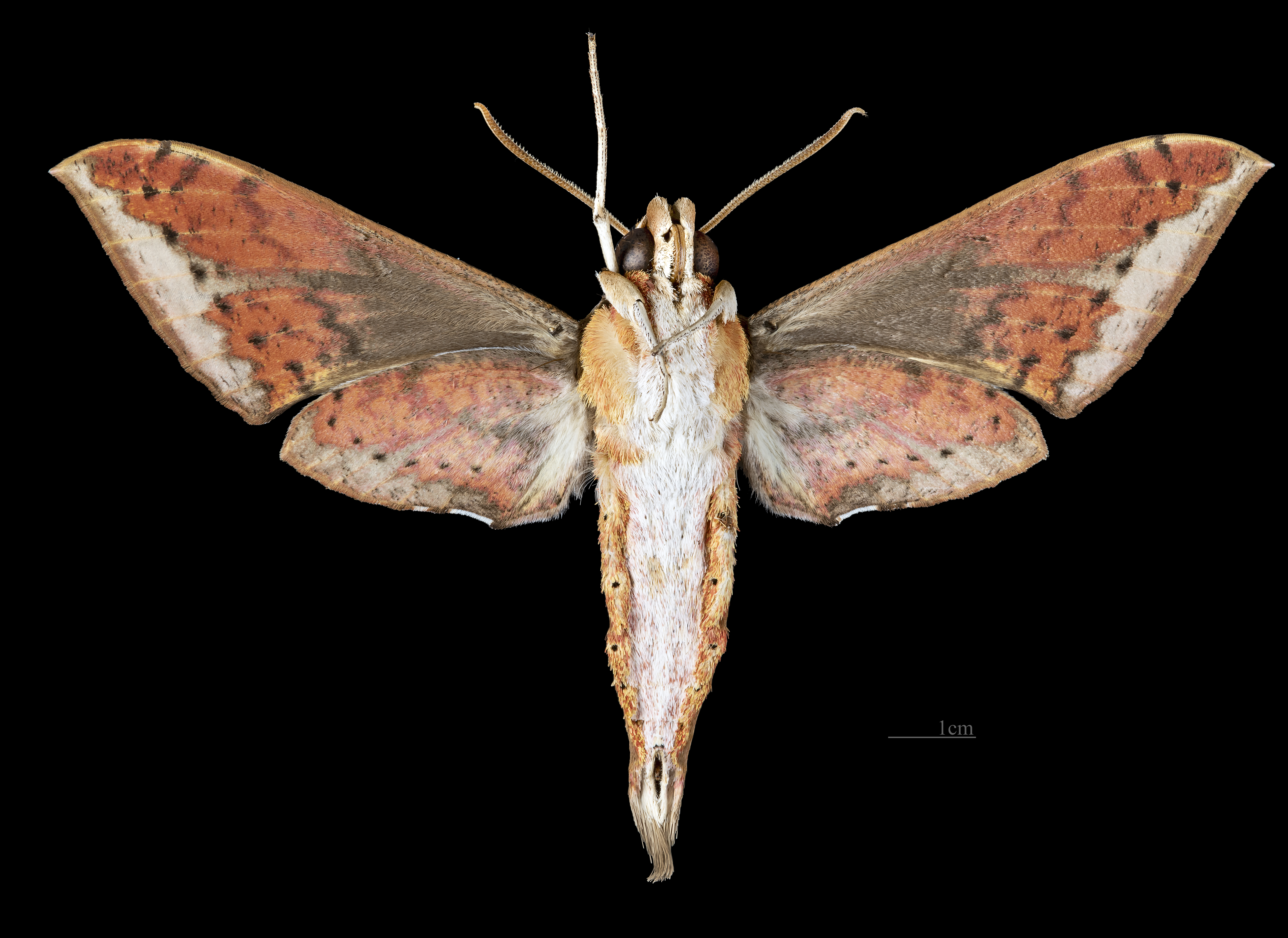
Rhagastis castor castor ♂ △

## sinh học
Larvae of ssp. aurifera have been recorded feeding on Amorphophallus và Vitis species ở Ấn Độ. The larvae of ssp. formosana feed on Saurauia species.

## Phụ loài
- Rhagastis castor castor (Sumatra và Java)
- Rhagastis castor aurifera (Butler, 1875) (Nepal, đông bắc Ấn Độ, Thái Lan, Nam Trung Hoa và Việt Nam)[2]
- Rhagastis castor formosana Clark, 1925 (Đài Loan)[3]
- Rhagastis castor jordani Oberthür, 1904 (Nam Trung Quốc)[4]

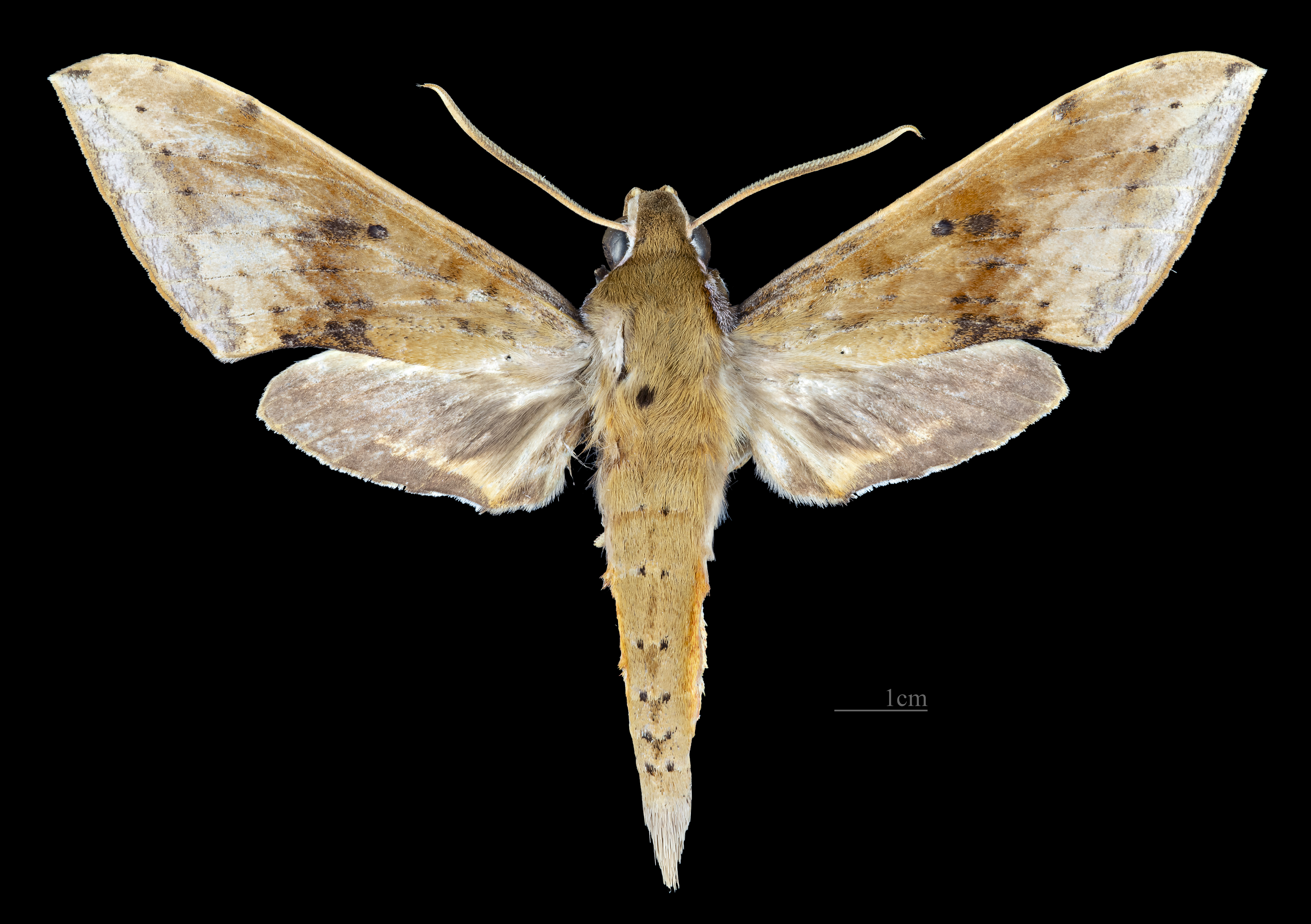
Rhagastis castor aurifera ♂
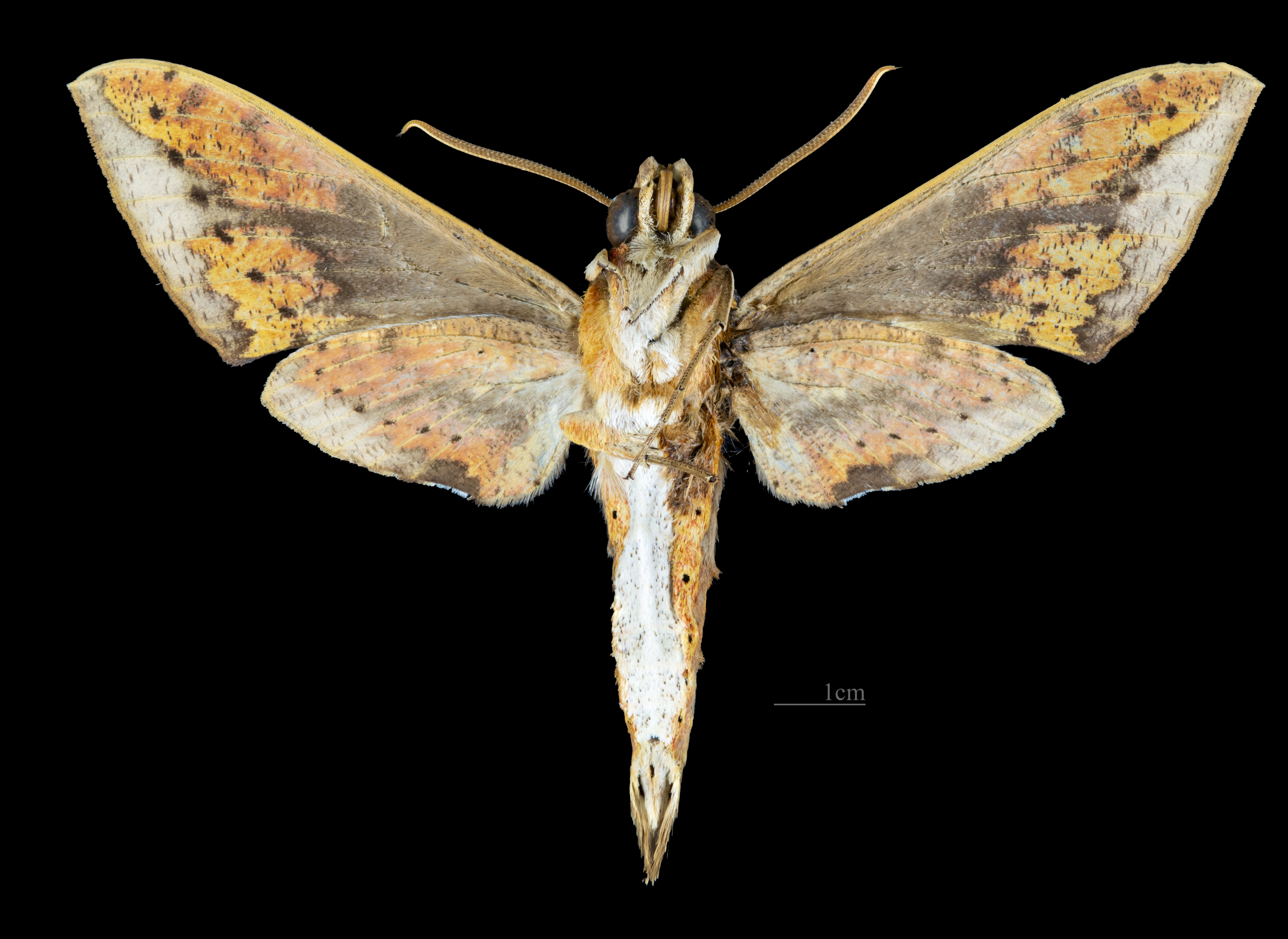
Rhagastis castor aurifera  ♂  △
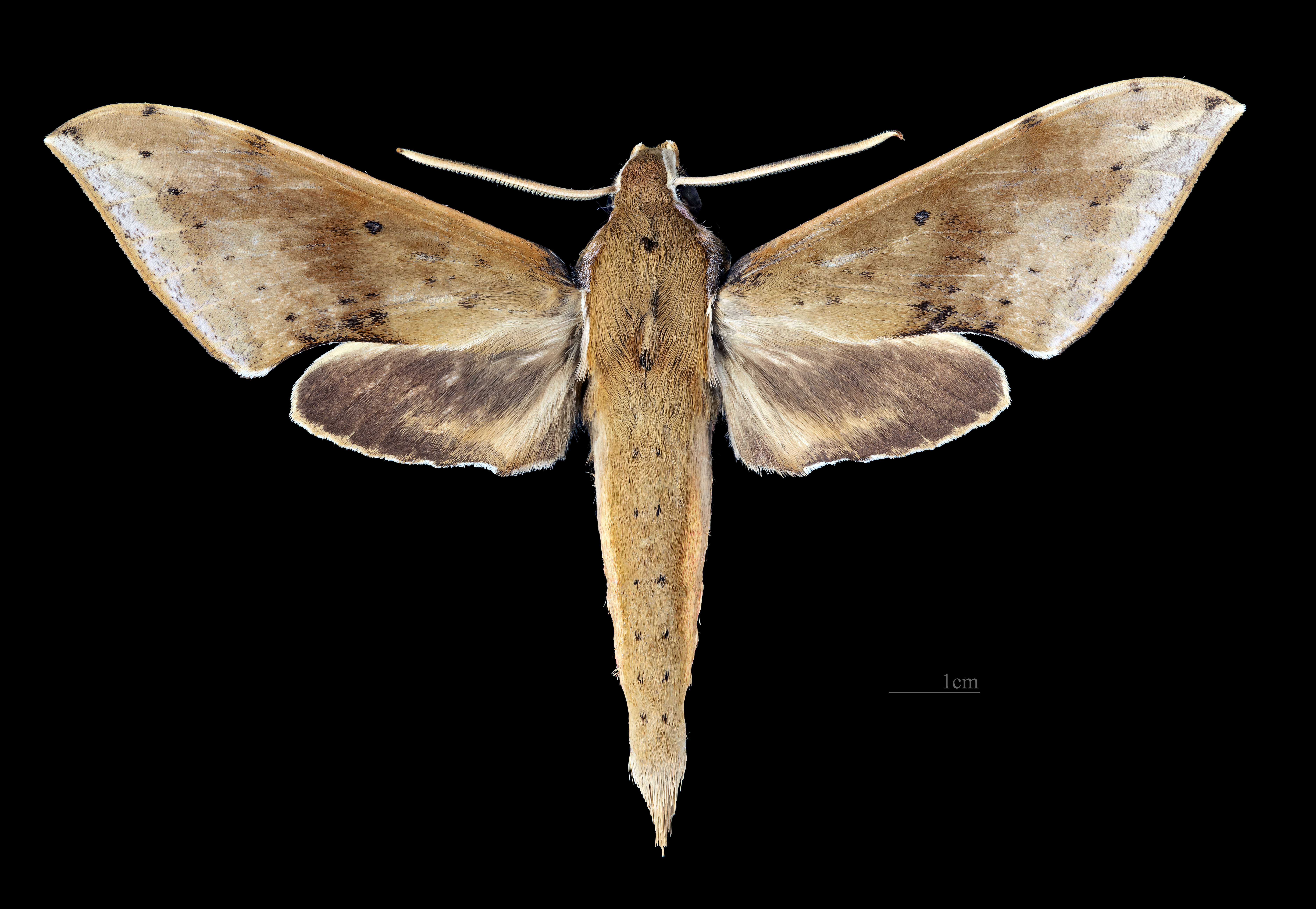
Rhagastis castor formosana ♂
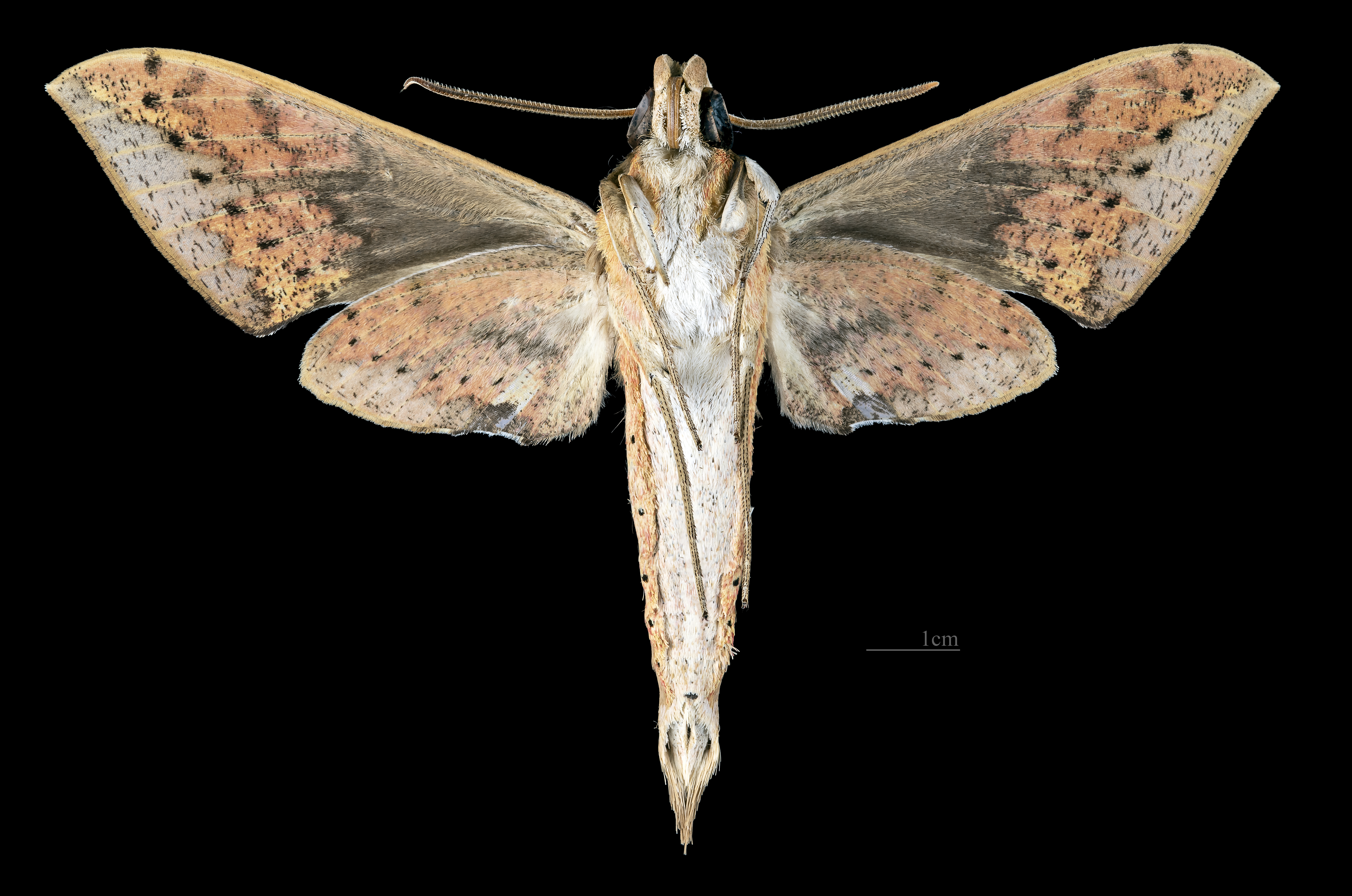
Rhagastis castor formosana ♂  △